# Czerwonka (powiat sokołowski)
Czerwonka (zwana też, m.in. w administracji kościelnej, Czerwonką Grochowską) – wieś w Polsce położona w województwie mazowieckim, w powiecie sokołowskim, w gminie Sokołów Podlaski. Ma status sołectwa. Leży na południe od drogi krajowej nr 62, nad rzeką Czerwonką (dopływem Liwca) istniejąca od 1446 roku.
Wieś duchowna położona była w 1795 roku w ziemi drohickiej województwa podlaskiego. Miejscowość była przejściowo siedzibą gminy Grochów. W latach 1975–1998 miejscowość należała administracyjnie do województwa siedleckiego.
W czasie II wojny światowej, w otaczających wieś lasach, działała Armia Krajowa.
Urodziła się tu Bożenna Marianna Kuc – polska nauczycielka, posłanka na Sejm IX i X kadencji.
Wieś jest siedzibą rzymskokatolickiej parafii św. Jana Chrzciciela

## Miejsca
- szkoła podstawowa - częściowo zbudowana przed wojną, dokończona po wojnie
- gminna biblioteka
- Kościół pw. Św. Jana Chrzciciela - neogotycki, murowany, wzniesiony w latach 1952–1958 (poprzedni drewniany kościół wzniesiony w 1829, spłonął w 1950)
- cmentarz z II poł. XIX wieku
  - grób z 1881
  - grób żołnierza AK
- pomnik bohaterów wojny polsko-bolszewickiej
- pomnik AK